# メトロレール (南アフリカ)
メトロレール（英語: Metrorail）は、南アフリカ共和国の南アフリカ旅客鉄道公社（PRASA）が運営する鉄道路線の総称である。

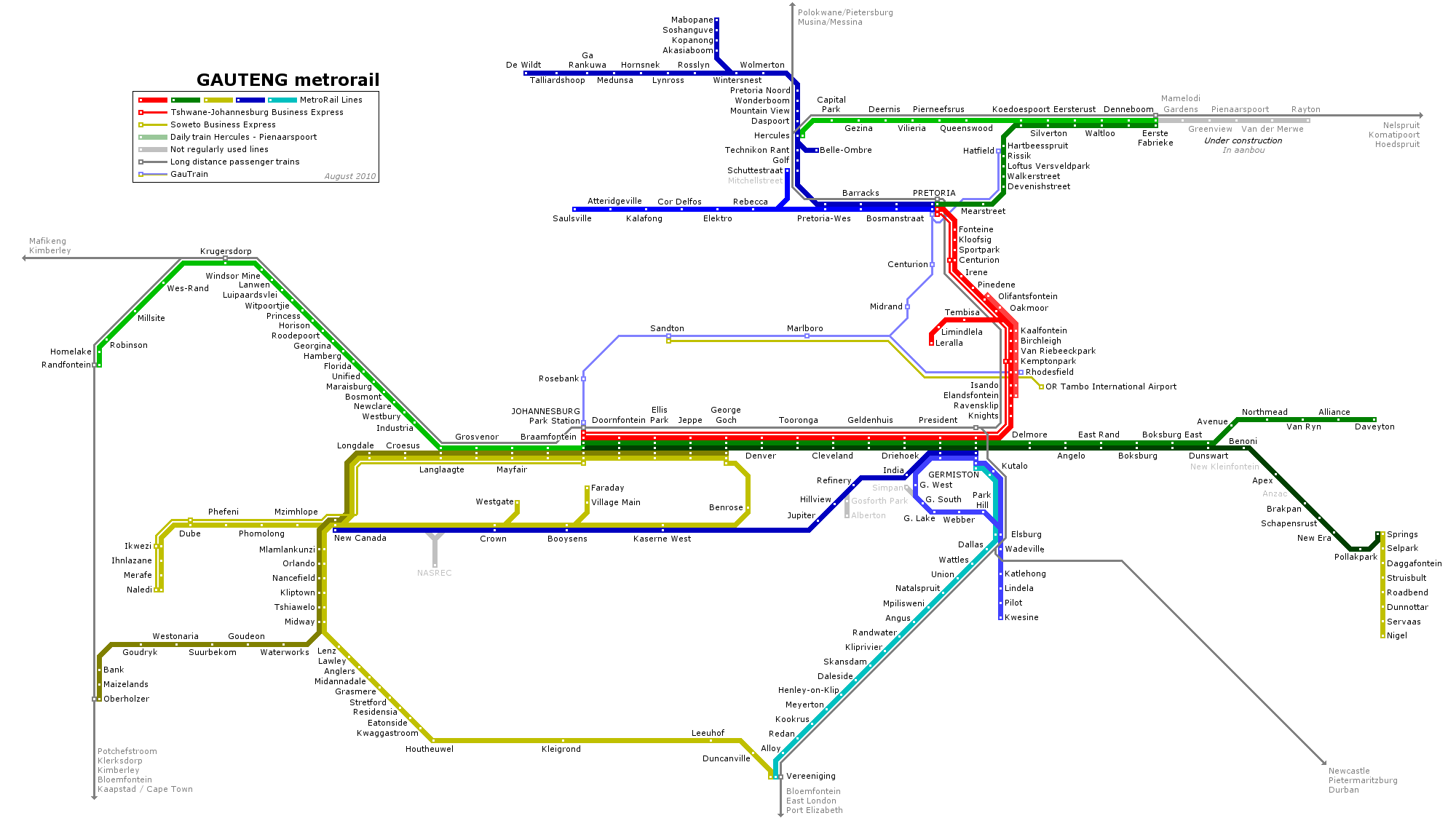
ハウテン地域路線図

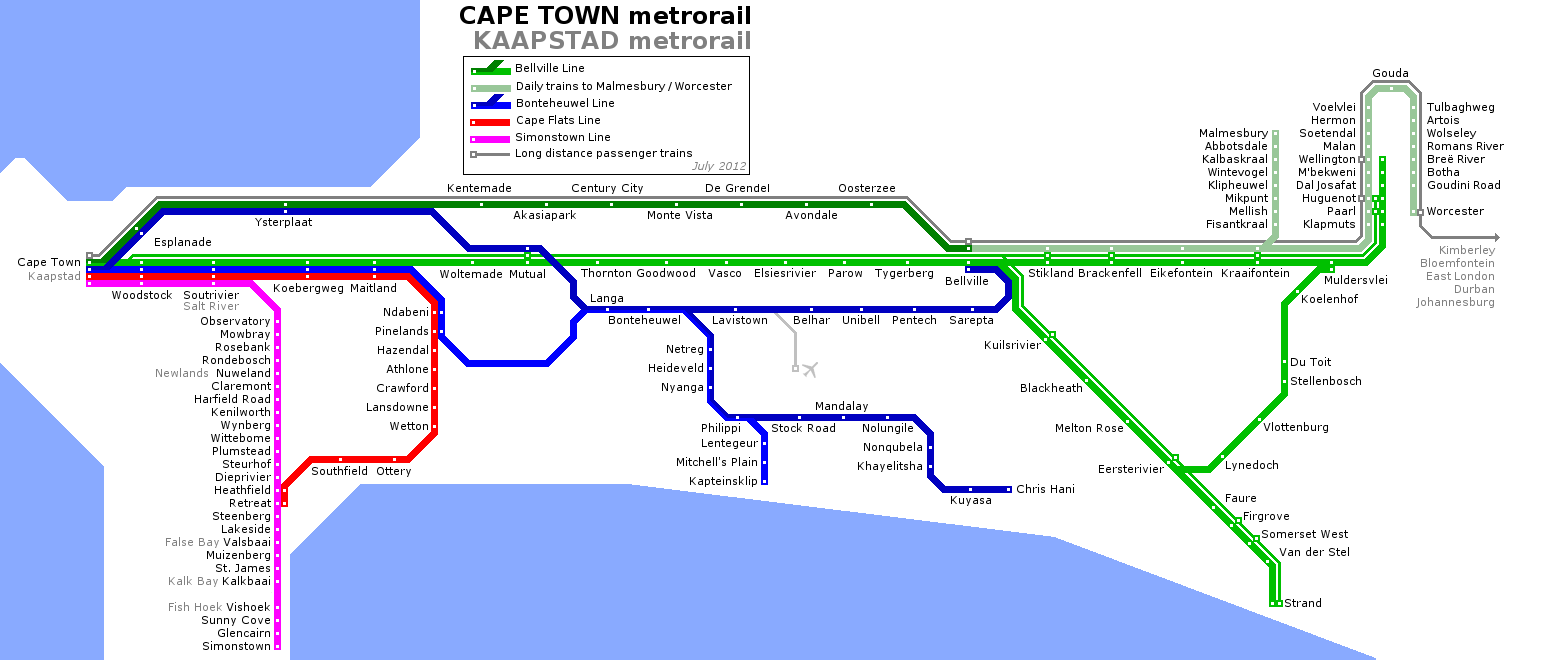
西ケープ地域路線図

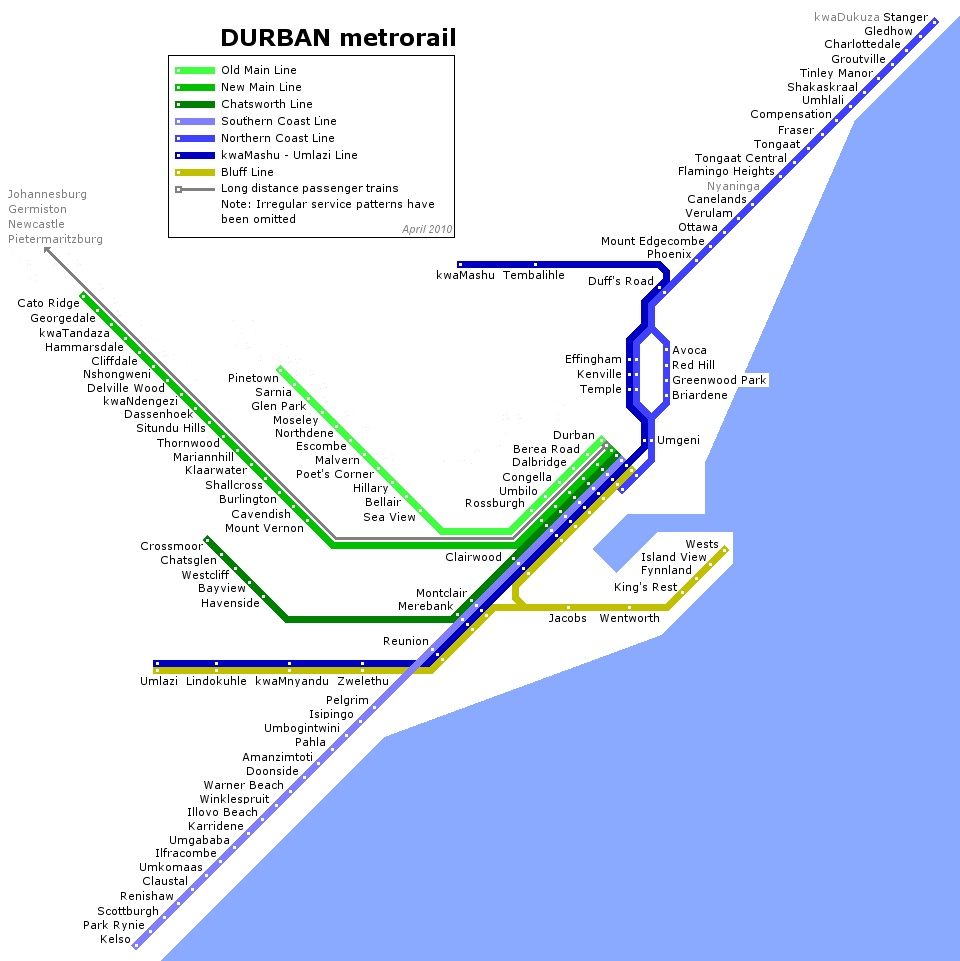
ダーバン地域路線図

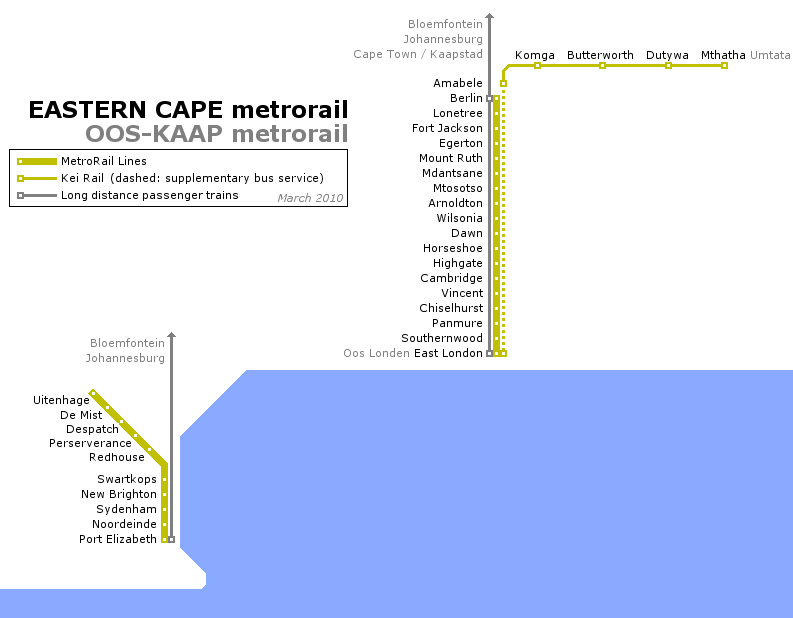
東ケープ地域路線図

## 概要
南アフリカの大都市圏にある近郊列車を運行しており、4つの地域を合わせると全長2228km、 471駅に及び、世界屈指の旅客都市鉄道網を誇っている。週に170万人以上の乗客数を運ぶ。全路線が1,067mmと狭軌であり、ほとんどの路線は電化されている。

## 歴史
南アフリカの国営企業・トランスネットが主要都市の通勤列車サービスとして計画し、1990年代初頭にトランスネットの鉄道事業会社であるスポールネットにより開業した。1997年の鉄道事業の再編によりメトロレールはトランスネット内の独立事業となり5つの地域会社が発足したが、2006年にSARCCに事業移管された。

## 地域会社

### ハウテン地域
ヨハネスブルク・プレトリア大都市圏内、ウィットウォーターズランド地域を運行。

### ダーバン地域
ダーバン都市圏内を運行。

### 東ケープ地域
イースト・ロンドンやポート・エリザベス都市圏を運行。

### 西ケープ地域
西ケープ州のケープタウン都市圏を運行。

## 車両
2019年の時点で以下の車両が在籍している。
- 5M2形[1]

- 8M形[2]

- 10M形[3]

- エクストラポリス・メガ[4]。

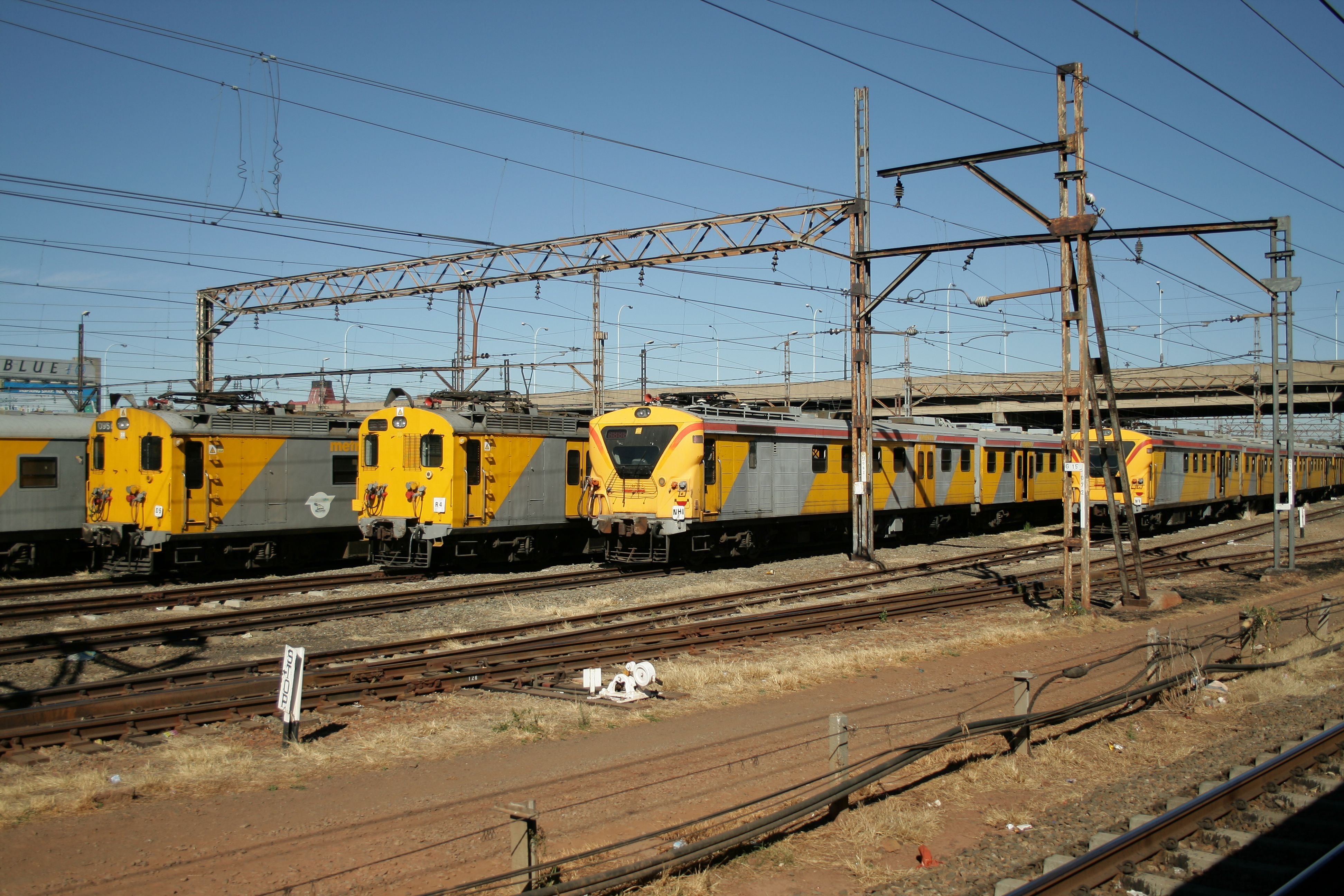
5M2形（左2編成）、10M4形（右）
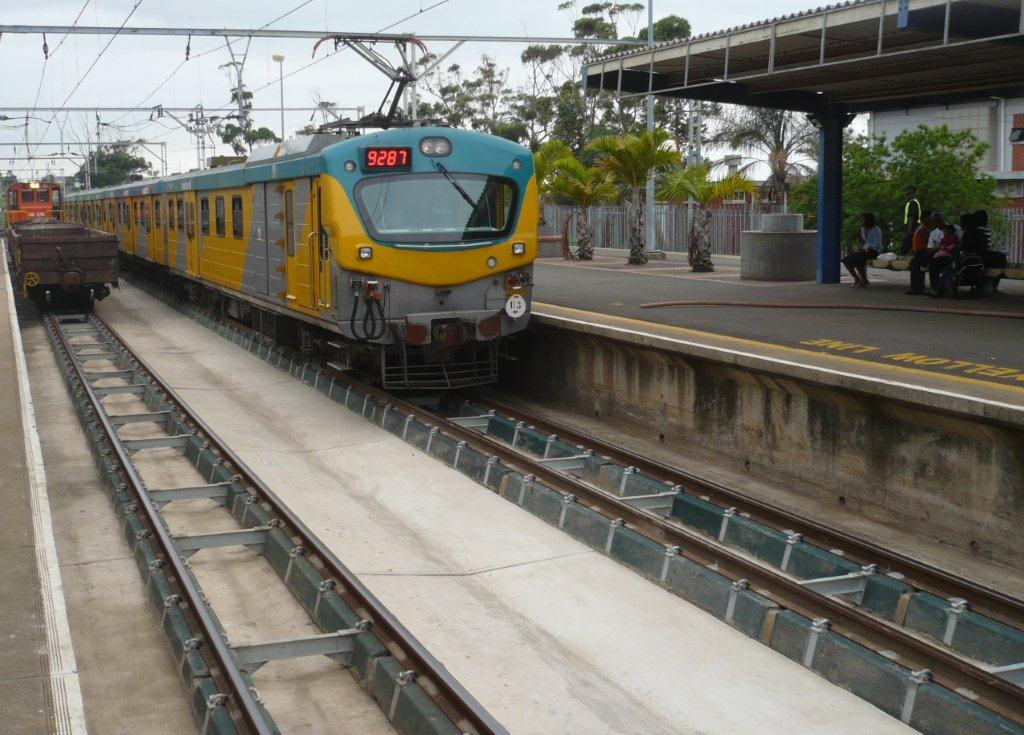
10M3形
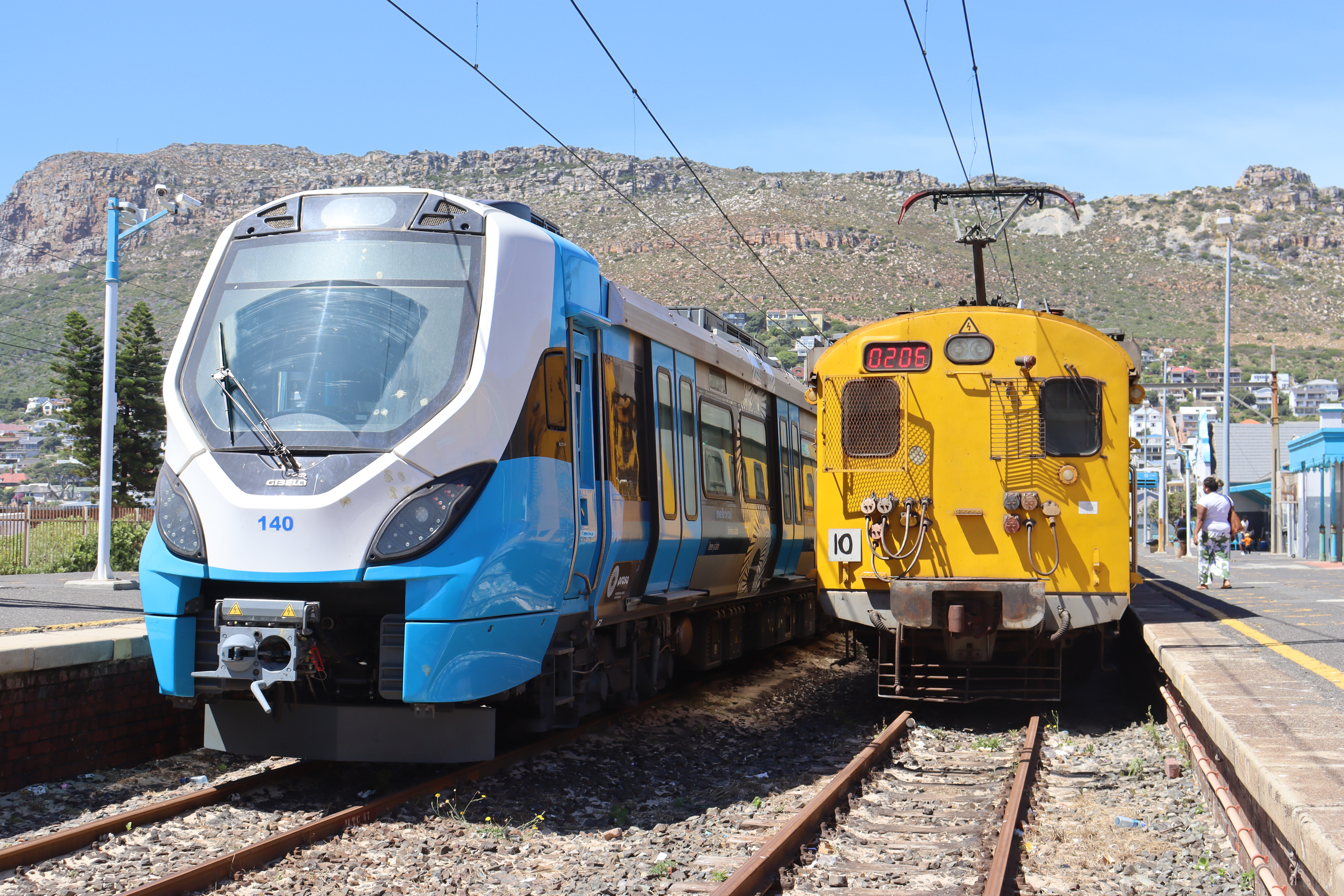
5M2型（右）、エクストラポリス・メガ（左）

## 駅と電車の安全について
1990年代以降の同国の経済・社会情勢の目まぐるしい変化により社会が混乱し、一部路線では駅や車内での犯罪が多発するようになったといわれる。
- ヨハネスブルクのメトロレールは「駅や電車内の治安が非常に悪い」と言われ、観光客向けガイドブックには実用交通手段としてはほとんど紹介されておらず、また、在留邦人が普段利用する公共交通機関としての考慮も全くされていないとされる。しかし、実際には日本人の観光客がヨハネスブルクのメトロレールに乗車したという事例が幾つか報告され、中には駅や電車の外観および車内の写真を撮影した人もいる。
- ケープタウンのメトロレールは「比較的安全」だと言われている。日本の民営テレビ局のバラエティー番組にも取り上げられ、ロケにおいて実際に乗車するなどの取材をしている。いわゆる白色人種の人の利用も決して少なくなく、特に喜望峰へ向かう路線は一定数の観光客にも利用されている。コロナ禍以降、急速に治安が悪化しているとの話がある。

また、メトロレール各線では近年設備の老朽化による脱線事故や保安設備の未整備による衝突事故などが相次いでおり、早急の改善が望まれる。